# Reinhard Neubert (Politiker)

Reinhard Neubert

Reinhard Neubert (* 12. Februarjul. / 24. Februar 1896greg. in Riga; † 27. April 1945) war ein deutscher Jurist und Politiker (NSDAP).

## Leben und Wirken
Nach dem Besuch der Reichsdeutschen Schule in Riga wechselte der Sohn eines Kaufmanns auf das Mommsen-Gymnasium in Charlottenburg. Anschließend studierte er – mit Unterbrechung durch seine von 1915 bis 1918 erfolgte Teilnahme am Ersten Weltkrieg – Recht- und Staatswissenschaften sowie Geschichte. 1922 promovierte er an der Universität Breslau zum Dr. jur. 1919/20 war er beim Schutzregiment Groß-Berlin des Garde-Kavallerie-Schützen-Korps. 1921 legte er die erste, 1924 zweite Staatsprüfung ab. 1921 bis 1924 war er als Referent bei der Hauptfahndungsstelle der Reichszollverwaltung tätig. 1925 kam er als Justitiar bei der Zuckerkredit AG unter und war bis 1928 vorübergehend beschäftigt als Hilfsreferent beim Landesfinanzamt Brandenburg. Seit 1924 war er als Rechtsanwalt und ab 1933 als Notar tätig. In dieser Funktion beriet er seit 1927 die NSDAP. Zum 1. November 1929 trat er der Partei bei (Mitgliedsnummer 160.582). Von 1932 bis zum 1. Mai 1940 leitete Neubert das Gaurechtsamt im Gau Berlin. Ab 1933 saß Neubert dem Vorstand der Anwaltskammer Berlin vor und war bis zum Ende des NS-Regimes Präsident der Reichsrechtsanwaltskammer. Zudem war er Preußischer Staatsrat. Ab 1934 saß er dem Ehrengerichtshof der Reichsrechtsanwaltskammer als Präsident vor.
1933 wurde er zum Stadtverordneten in Berlin gewählt. Seine Wahl in den Deutschen Reichstag am 12. November 1933 scheiterte jedoch an einem der hintersten Listenplätze. Erst am 29. März 1936 zog er in den nationalsozialistischen Reichstag für den Wahlkreis Berlin-West ein.
Ende Januar 1939 wurde Neubert zum Justizrat befördert und war als Reichshauptstellenleiter tätig. Neubert gehörte seit 1933 der nationalsozialistischen Akademie für Deutsches Recht Hans Franks an und war Ehrenmitglied der Nationalsozialistischen Volkswohlfahrt.
Neubert starb im Rang eines Majors der Reserve gegen Ende des Zweiten Weltkrieges. In den späten 1950er-Jahren wurde er vom Amtsgericht Zehlendorf für tot erklärt.